# Križanče
Križanče falu Horvátországban, Varasd megyében. Közigazgatásilag Cesticához tartozik.

## Fekvése
Varasdtól 20 km-re nyugatra, Cesticától 5 km-re délre a Zagorje hegyei között fekvő kis szórványtelepülés.

## Története
1857-ben 225, 1910-ben 336 lakosa volt. 1920-ig Varasd vármegye Varasdi járásához tartozott. 2001-ben  a falunak 150 lakosa volt.

## Népessége
| Lakosság változása | Lakosság változása | Lakosság változása | Lakosság változása | Lakosság változása | Lakosság változása | Lakosság változása | Lakosság változása | Lakosság változása | Lakosság változása | Lakosság változása | Lakosság változása | Lakosság változása | Lakosság változása | Lakosság változása | Lakosság változása |
| ------------------ | ------------------ | ------------------ | ------------------ | ------------------ | ------------------ | ------------------ | ------------------ | ------------------ | ------------------ | ------------------ | ------------------ | ------------------ | ------------------ | ------------------ | ------------------ |
| 1857               | 1869               | 1880               | 1890               | 1900               | 1910               | 1921               | 1931               | 1948               | 1953               | 1961               | 1971               | 1981               | 1991               | 2001               | 2011               |
| 225                | 204                | 214                | 269                | 306                | 336                | 305                | 350                | 389                | 384                | 392                | 308                | 241                | 158                | 150                | 126                |

## Nevezetességei
A Nagyboldogasszony tiszteletére szentelt kis kápolnája a falu feletti szőlőhegyen, festői helyen áll. A kápolnát a helyiek Mikl-kápolnának is nevezik, mert építtetői Tomo és Ana Mikl voltak, akik 1872-ben saját szőlőhegyük mellé építtették azt. A kápolna ma a natkrižovljani plébániához tartozik, az ottani Szent Borbála templom filiája.